# Орхею-Бістріцей
Орхею-Бістріцей (рум. Orheiu Bistriței) — село у повіті Бистриця-Несеуд в Румунії. Входить до складу комуни Четате.
Село розташоване на відстані 317 км на північ від Бухареста, 8 км на південний схід від Бистриці, 83 км на північний схід від Клуж-Напоки.

## Населення
За даними перепису населення 2002 року у селі проживали 614 осіб. Рідною мовою 609 осіб (99,2%) назвали румунську.
Національний склад населення села:
| Національність | Кількість осіб | Відсоток |
| -------------- | -------------- | -------- |
| румуни         | 518            | 84,4%    |
| цигани         | 82             | 13,4%    |
| угорці         | 14             | 2,3%     |